# 백제군사박물관
백제군사박물관(百濟軍事博物館)은 충청남도 논산시 부적면 신풍리에 위치한 백제군의 역사를 주제로 한 박물관이다. 2005년 3월 7일에 개관하였다.
계백이 결사대 5천명을 이끌고 황산벌에서 최후의 일전을 벌이다 장열하게 전사한 역사의 장소에 세워졌다.

## 시설 현황
- 제1전시실 , 백제의 군사활동
- 제2전시실, 백제의 무기
- 제3전시실, 논산의 역사
- 계백장군유적전승지

## 관람 안내
관람 시간
- 매일 오전 9시 ~ 오후 6시

매표 시간
- 매일 오전 9시 ~ 오후 5시 30분

휴관일
- 1월 1일
- 매주 월요일
- 설 당일 및 추석 당일